# Nelson Gallardo
Nelson Roberto Gallardo López (Santiago, Chile, 4 de agosto de 1946) es un exfutbolista chileno. Jugó de mediocampista defensivo haciendo su carrera principal en Universidad de Chile en Chile.

## Trayectoria
Comenzó jugando en el “Copal”, primero y en el “Tricolor” posteriormente, ambos equipos de la Población Chile. De ahí fue llevado a Universidad de Chile.  
Su debut profesional fue en 1967, jugando en la Primera B (División de Ascenso), en el equipo de Antofagasta Portuario (actual Deportes Antofagasta), el que militó en calidad de préstamo, con el objeto de adquirir experiencia o foguearse.
En 1968 debuta en el primer equipo de la U, conjunto recordado como el último “ballet azul”, con el cual se tituló campeón al año siguiente, registrando en su estadística de esa temporada, la asistencia de 32 de partidos jugados, de un total de 37 que comprendió la campaña. 
En 1974 emigra a Universidad Católica, jugando ese año en la Primera B (División de Ascenso).
En 1975 juega en Ñublense. Sin club en 1976, mantuvo en forma física, entrenando su exclub Universidad de Chile.
El siguiente año 1977, defiende a Deportes Concepción, siendo este su último año activo.

## Selección nacional
Fue seleccionado en 1968. Sólo jugó el segundo tiempo en Santiago el 4 de diciembre contra la Selección Argentina por la Copa Carlos Dittborn, partido que ganó Chile 2 - 1.

### Partidos internacionales
| Partidos internacionales | Partidos internacionales | Partidos internacionales          | Partidos internacionales | Partidos internacionales | Partidos internacionales | Partidos internacionales | Partidos internacionales | Partidos internacionales | Partidos internacionales  |
| N.º                      | Fecha                    | Estadio                           | Local                    | Resultado                | Visitante                | Goles                    | Asistencias              | DT                       | Competición               |
| ------------------------ | ------------------------ | --------------------------------- | ------------------------ | ------------------------ | ------------------------ | ------------------------ | ------------------------ | ------------------------ | ------------------------- |
| 1                        | 4 de diciembre de 1968   | Estadio Nacional, Santiago, Chile | Chile                    | 2-1                      | Argentina                |                          |                          | Salvador Nocetti         | Copa Carlos Dittborn 1968 |
| Total                    | Total                    | Total                             | Presencias               | 1                        | Goles                    | 1                        | 0                        |                          |                           |

| Selección chilena | Selección chilena | Selección chilena |
| Año               | Partidos          | Goles             |
| ----------------- | ----------------- | ----------------- |
| 1968              | 1                 | 0                 |
| Total             | 1                 | 0                 |

## Clubes
| Club                  | País  | Año       |
| --------------------- | ----- | --------- |
| Antofagasta Portuario | Chile | 1967      |
| Universidad de Chile  | Chile | 1968-1973 |
| Universidad Católica  | Chile | 1974      |
| Ñublense              | Chile | 1975      |
| Deportes Concepción   | Chile | 1977      |

## Palmarés

### Títulos locales
| Título               | Club                 | País  | Año  |
| -------------------- | -------------------- | ----- | ---- |
| Torneo Metropolitano | Universidad de Chile | Chile | 1968 |
| Torneo Metropolitano | Universidad de Chile | Chile | 1969 |

### Títulos  nacionales
| Título                   | Club                 | País  | Año  |
| ------------------------ | -------------------- | ----- | ---- |
| Copa Francisco Candelori | Universidad de Chile | Chile | 1969 |
| Primera División         | Universidad de Chile | Chile | 1969 |

### Distinciones individuales
| Distinción                               | Año  |
| ---------------------------------------- | ---- |
| Mejor Lateral Derecho del Fútbol Chileno | 1968 |
| Mejor Lateral Derecho del Fútbol Chileno | 1969 |